# Estación Javier Prado
La estación Javier Prado es una estación del Metropolitano en Lima. Está ubicada en la intersección de la Vía Expresa Paseo de la República con la avenida Javier Prado en el límite de los distritos de San Isidro y La Victoria. En sus alrededores se encuentran varios edificios del Centro Financiero, destacando el de Interbank.

## Características
Tiene seis plataformas para el embarque y desembarque de pasajeros, las entradas se ubican en el nivel superior junto al puente de la avenida sobre la Vía Expresa Paseo de la República y en un puente peatonal próximo al Edificio Interbank. Cuenta con escaleras y ascensores (solo personas con movilidad reducida) para descender al primer nivel de la estación, además de máquinas y taquillas para la compra y recarga de tarjetas.

## Servicios
La estación es atendida por los siguientes servicios:
| Servicio troncal | Indicador  | Lunes a Viernes | Lunes a Viernes | Sábado        | Sábado        | Domingo       | Domingo       |
| Servicio troncal | Indicador  | Norte a Sur     | Sur a Norte     | Norte a Sur   | Sur a Norte   | Domingo       | Domingo       |
| Servicio troncal | Indicador  | Norte a Sur     | Sur a Norte     | Norte a Sur   | Sur a Norte   | Norte a Sur   | Sur a Norte   |
| ---------------- | ---------- | --------------- | --------------- | ------------- | ------------- | ------------- | ------------- |
| Regular          | Regular C  | 05:00 - 23:00   | 05:00 - 23:00   | 05:00 - 23:00 | 05:00 - 23:00 | 05:00 - 22:00 | 05:00 - 22:00 |
| Expreso          | Expreso 1  | 05:30 - 21:00   | 05:00 - 21:00   | 06:30 - 21:00 | 06:00 - 21:00 | 06:30 - 21:00 | 06:00 - 21:00 |
| Expreso          | Expreso 2  | 05:00 - 09:00   | 17:00 - 21:00   | 06:00 - 09:00 | 12:30 - 15:30 | Sin Servicio  | Sin Servicio  |
| Expreso          | Expreso 5  | 09:00 - 17:00   | 09:00 - 17:00   | 05:15 - 20:20 | 05:15 - 20:20 | Sin Servicio  | Sin Servicio  |
| Expreso          | Expreso 6  | 05:30 - 10:00   | Sin Servicio    | Sin Servicio  | Sin Servicio  | Sin Servicio  | Sin Servicio  |
| Expreso          | Expreso 7  | 05:30 - 09:30   | Sin Servicio    | Sin Servicio  | Sin Servicio  | Sin Servicio  | Sin Servicio  |
| Expreso          | Expreso 8  | 17:00 - 21:00   | 17:00 - 21:00   | Sin Servicio  | Sin Servicio  | Sin Servicio  | Sin Servicio  |
| Expreso          | Expreso 9  | Sin Servicio    | 05:30 - 09:30   | Sin Servicio  | Sin Servicio  | Sin Servicio  | Sin Servicio  |
| Expreso          | Expreso 12 | 05:45 - 10:00   | Sin Servicio    | Sin Servicio  | Sin Servicio  | Sin Servicio  | Sin Servicio  |

## Conexiones
La estacón tiene conexión con cuatro servicios de los corredores complementarios.
| Corredores Complementarios | Corredores Complementarios  | Corredores Complementarios | Corredores Complementarios            | Corredores Complementarios                 |
| Servicio                   | Ruta                        | Paradero más cercano       | Horario                               | Acceso desde la estación hacia el paradero |
| -------------------------- | --------------------------- | -------------------------- | ------------------------------------- | ------------------------------------------ |
| 201                        | Calle 66 - Ceres            | Masías(ambos sentidos)     | 05:00 - 23:00 (L-S) 05:00 - 22:30 (D) | Salida Sur                                 |
| 204                        | Faucett - San Juan Bautista | Masías(ambos sentidos)     | 05:00 -23:00 (L-S) 05:00 - 22:30 (D)  | Salida Sur                                 |
| 206                        | San Marcos - Río Amarillo   | Masías(ambos sentidos)     | 05:00 -23:00 (L-S) 05:00 - 22:30 (D)  | Salida Sur                                 |
| 209                        | San Marcos - Ceres          | Masías(ambos sentidos)     | 05:00 - 23:00 (L-S) 05:00 - 22:30 (D) | Salida Sur                                 |